# Calomicrus caucasicus
Calomicrus caucasicus es un insecto coleóptero de la familia Chrysomelidae.
Fue descrita científicamente por primera vez en 1879 por Weise.